# Harry Erkell
Harry Erkell, född 22 juli 1911 i Malmö, död 27 juli 2001 i Göteborg, var en svensk latinist, docent och läroverkslektor. 
Erkell var son till direktör Oscar Ericsson och Harriet Hjelm. Han växte upp i Stockholm och bedrev akademiska studier i Stockholm, Uppsala och Göteborg men vistades även vid Greifswalds universitet och var mellan åren 1936 och 1940 verksam lektor i svenska i Rom. Doktorandutbildningen under handledning av professor Harald Hagendahl vid Göteborgs högskola resulterade i avhandlingen Augustus, felicitas, fortuna. Lateinische Wortstudien som Erkell disputerade på 1952. Han fick en docentur i latin vid Göteborgs universitet 1959.
Vid sidan av sin forskning var Erkell även verksam som lärare, först som adjunkt vid Praktiska mellanskolan i Göteborg och därefter som lektor i klassiska språk i Alingsås och, från 1960, vid Hvitfeldtska läroverket i Göteborg. Som student bildade han Klassiska föreningen vid Stockholms högskola och blev dess förste ordförande 1934. Från 1964 till 1977 var han ordförande i Svenska Klassikerförbundet. År 1968 invaldes han som ledamot av Kungliga Vetenskaps- och Vitterhetssamhället i Göteborg.
Erkell gifte sig 1943 med Karin Bernhard, född 1912, död 2006, och fick två barn: Susanne, född 1944 och Lars, född 1948. Han gravsattes den 18 september 2001 i minneslunden på Västra kyrkogården i Göteborg.